# Aulagromyza
Aulagromyza är ett släkte av tvåvingar. Aulagromyza ingår i familjen minerarflugor.

## Dottertaxa tillAulagromyza, i alfabetisk ordning[1][2]
- Aulagromyza albicipitoides
- Aulagromyza anomala
- Aulagromyza anteposita
- Aulagromyza atlantidis
- Aulagromyza buhri
- Aulagromyza caraganae
- Aulagromyza coloradensis
- Aulagromyza cornigera
- Aulagromyza cydoniae
- Aulagromyza discrepans
- Aulagromyza fallax
- Aulagromyza flavoscutellata
- Aulagromyza fraxini
- Aulagromyza fraxinivora
- Aulagromyza fulvicornis
- Aulagromyza galii
- Aulagromyza gargi
- Aulagromyza hamata
- Aulagromyza hendeliana
- Aulagromyza heringii
- Aulagromyza iberica
- Aulagromyza jaceicaulis
- Aulagromyza jasmini
- Aulagromyza kozaneki
- Aulagromyza kraussi
- Aulagromyza lonicerae
- Aulagromyza lonicerina
- Aulagromyza loniceroides
- Aulagromyza lucens
- Aulagromyza luteoscutellata
- Aulagromyza magna
- Aulagromyza mamonowi
- Aulagromyza metaplecicola
- Aulagromyza morenae
- Aulagromyza nigricauda
- Aulagromyza nitida
- Aulagromyza orbitalis
- Aulagromyza orphana
- Aulagromyza paramushirensis
- Aulagromyza plagiata
- Aulagromyza populi
- Aulagromyza populicola
- Aulagromyza praecox
- Aulagromyza praescutellaris
- Aulagromyza similis
- Aulagromyza sisymbrii
- Aulagromyza spenceri
- Aulagromyza tarsata
- Aulagromyza tremulae
- Aulagromyza tridentata
- Aulagromyza tripolii
- Aulagromyza trivittata
- Aulagromyza wuoerntausi
- Aulagromyza zernyi